# Walter Loch (Historiker)
Walter Loch (* 20. April 1923; † 21. März 2013) war ein deutscher Historiker und Journalist.

## Werdegang
Loch studierte Geschichte und Germanistik. 1951 wurde er bei Max Braubach an der Philosophischen Fakultät der Rheinischen Friedrich-Wilhelms-Universität Bonn mit der Dissertation Die kurtrierischen Landstände während der Regierungszeit der Kurfürsten Johann Hugo von Orsbeck und Karl Joseph von Lothringen (1676–1715) zum Dr. phil. promoviert.
Von 1951 bis 1959 war er Redakteur und Ressortleiter der Frankfurter Neuen Presse. 
Danach trat er als Zivilist (zunächst als Angestellter, dann als Beamter) in den Dienst der Bundeswehr ein. Er war Referatsleiter für Politische Bildung in der Bundeswehr, Truppeninformation und Militärgeschichte im Bundesministerium der Verteidigung (BMVg) in Bonn sowie später Chefredakteur der Militärfachzeitschriften Truppenpraxis und Wehrausbildung.
Er war u. a. leitender Redakteur der Schriftenreihe Innere Führung, die vom BMVg herausgegeben wurde.

## Schriften (Auswahl)
- mit Victor von Gostomski: Der Tod von Plötzensee. Erinnerungen, Ereignisse, Dokumente. 1942–1945. Kyrios-Verlag, Meitingen u. a. 1969.
- (Bearb.): Wenn Soldaten Frieden sagen. Aus der Arbeit der Gemeinschaft Katholischer Soldaten. Hrsg. im Auftrag der Gemeinschaft Katholischer Soldaten von Helmut Fettweis und Helmut Korn, Echter-Verlag, Würzburg 1974, ISBN 3-429-00365-2. (3. neu bearbeitete Auflage, Bachem, 1988)
- mit Dieter Ose (Red.): Die parlamentarischen Väter der Bundeswehr. Debatten und Entscheidungen in Bundestag und Bundesrat (= Schriftenreihe Innere Führung. 1985,1: Demokratische Profile). Bundesministerium der Verteidigung/Führungsstab der Streitkräfte, Bonn 1985.
- mit Dirk Sommer: Das Bündnis. Chancen für den Frieden. Mittler, Herford u. a. 1989, ISBN 3-8132-0312-3.